# Estação Consolação
A Estação Consolação é uma das estações da Linha 2–Verde do Metrô de São Paulo.
Foi inaugurada em 25 de janeiro de 1991, data da comemoração do aniversário da cidade de São Paulo. Está localizada na Avenida Paulista, na altura do número 2 163. Desde 25 de maio de 2010 passou a fazer integração com a Estação Paulista da Linha 4–Amarela, apenas para quem deixava o sistema operado pelo Metrô, já que a outra estação ainda não tinha cobrança de tarifas e isso permitiria que passageiros acessassem a rede sem pagar. A integração à estação a partir da Linha 4 teve seu início em 21 de junho de 2010 quando as viagens da Linha Amarela passaram a ser tarifadas.
Apesar de ter sido batizada como Estação Consolação, ela está localizada na Avenida Paulista enquanto a Estação Paulista está localizada na Rua da Consolação. A Estação Consolação foi inaugurada quase vinte anos antes, em 1991, e optou-se por não mudar o nome das estações para não causar confusão.

## História

### Primeiro projeto (1968)
O projeto embrionário da Linha Sudoeste–Sudeste (Anchieta/Vila Bertioga–Jóquei Clube) foi apresentado em 1968 pelo consórcio HMD. Entre as estações previstas naquele projeto, havia uma localizada no cruzamento entre as ruas Fernando de Albuquerque e Consolação, batizada como “Consolação”. O projeto da Linha Sudoeste–Sudeste foi estudado até 1973, quando foi arquivado após a demissão do prefeito José Carlos de Figueiredo Ferraz, que tentara iniciar as obras da Linha Paulista, enfrentando oposição dos proprietários e comerciantes da Avenida Paulista que eram contrários ao projeto e fizeram campanha pela sua demissão ao governo federal.

### Segundo projeto (1980)
O segundo projeto para a Estação Consolação foi elaborado dentro do estudo “Terceira Linha do Metrô”, realizado pela Empresa Metropolitana de Transportes Urbanos. Apresentado em 1980, o projeto da estação foi inicialmente elaborado pelo arquiteto Renato Viégas, em colaboração com a empresa Promon Engenharia. A estação elaborada por Viégas previa a construção da Estação Consolação sob a Avenida Paulista, entre as ruas Augusta e Bela Cintra, com as salas técnicas da estação construídas no subsolo de um novo prédio de três andares no cruzamento entre a Avenida Paulista e a Rua da Consolação, que também serviria para integrar as linhas Paulista e Sudoeste–Sudeste. O prédio também abrigaria um pequeno centro comercial composto por restaurante, bar e teatro/cinema. Viégas deixou o projeto em meados da década de 1980. O projeto da futura Estação Consolação acabou ligeiramente modificado pelo arquiteto João Batista Martinez Correa em 1985, principalmente com o cancelamento do prédio de integração e o redesenho do mezanino proposto com apenas duas escadas de acesso (ao contrário das quatro projetadas por Viégas).
| “                                                                           | Desenvolvi com a Promon a Estação Consolação. Infelizmente, o projeto do acesso na esquina da Avenida Consolação foi modificado. Gostava de sua interface com o meio urbano. A estação também foi modificada, enquanto eu estava fora do metrô. Foi uma solicitação da empreiteira. Devo dizer que fui consultado pelo arquiteto João Batista Martinez Correa, da Promon. Muito elegantemente, solicitou autorização para fazer uma modificação na estrutura, sem afetar o restante. Gostava mais de meu projeto. Esse grupo original não desenvolveu o detalhamento… | ” |
| — Renato Viégas durante entrevista para a revista Vitruvius, julho de 2008. | |   |

O projeto de integração com a Linha Sudoeste–Sudeste acabou congelado até 1995, com a estação Consolação sendo projetada apenas para atender a Linha Paulista.

### Obras
A gestão Quércia pretendia iniciar as obras até o fim de 1987, embora não tivesse obtido recursos nem elaborado licitações para o projeto. As obras da Estação Consolação foram iniciadas sem licitação em 30 de novembro de 1987, pela construtora Camargo Corrêa, e faziam parte do lote 3 do projeto da Linha Paulista:
| Lote/contrato         | Trecho                                                 | Empresas       | Custo previsto | Custo aferido pelo TCE-SP (ago. 1997) | Diferença/aditivo |
| --------------------- | ------------------------------------------------------ | -------------- | -------------- | ------------------------------------- | ----------------- |
| 3 / - TC 61793/026/90 | Poço de ventilação Min. Rocha Azevedo e Estação Sumaré | Camargo Corrêa | R$ 1,16 bilhão | R$ 1,58 bilhão                        | 36%               |

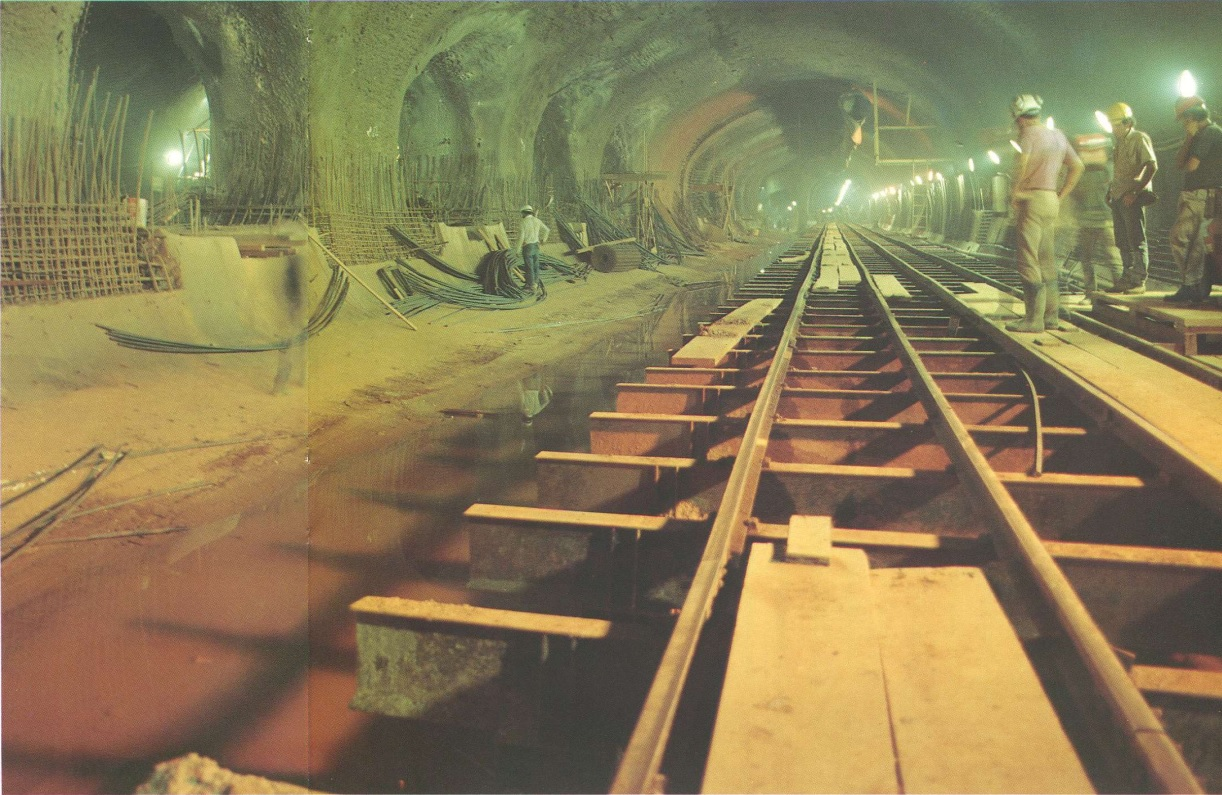
Obras da Estação Consolação, 1989

Em janeiro de 1990, as obras da estação estavam 40% concluídas, enquanto o governo do estado formalizava a contratação das empresas construtoras da Linha Paulista por meio de licitação.
A Estação Consolação acabou inaugurada precariamente, junto com a Linha Paulista, em 14 de setembro de 1990. Após uma vistoria da prefeitura de São Paulo, em 23 de setembro, foram descobertas irregularidades, e a linha foi declarada interditada por ser até aquele momento insegura para o uso da população (incluindo um acidente com dois operários eletrocutados durante as obras).
Em 25 de janeiro de 1991, a estação foi aberta junto com a Linha Paulista, apesar de ter obras em andamento. Inicialmente, a estação funcionava das 10 às 15 horas. Os acessos da estação não tinham escadas rolantes e cobertura definitiva (implantadas ao longo da década de 1990).

## Características

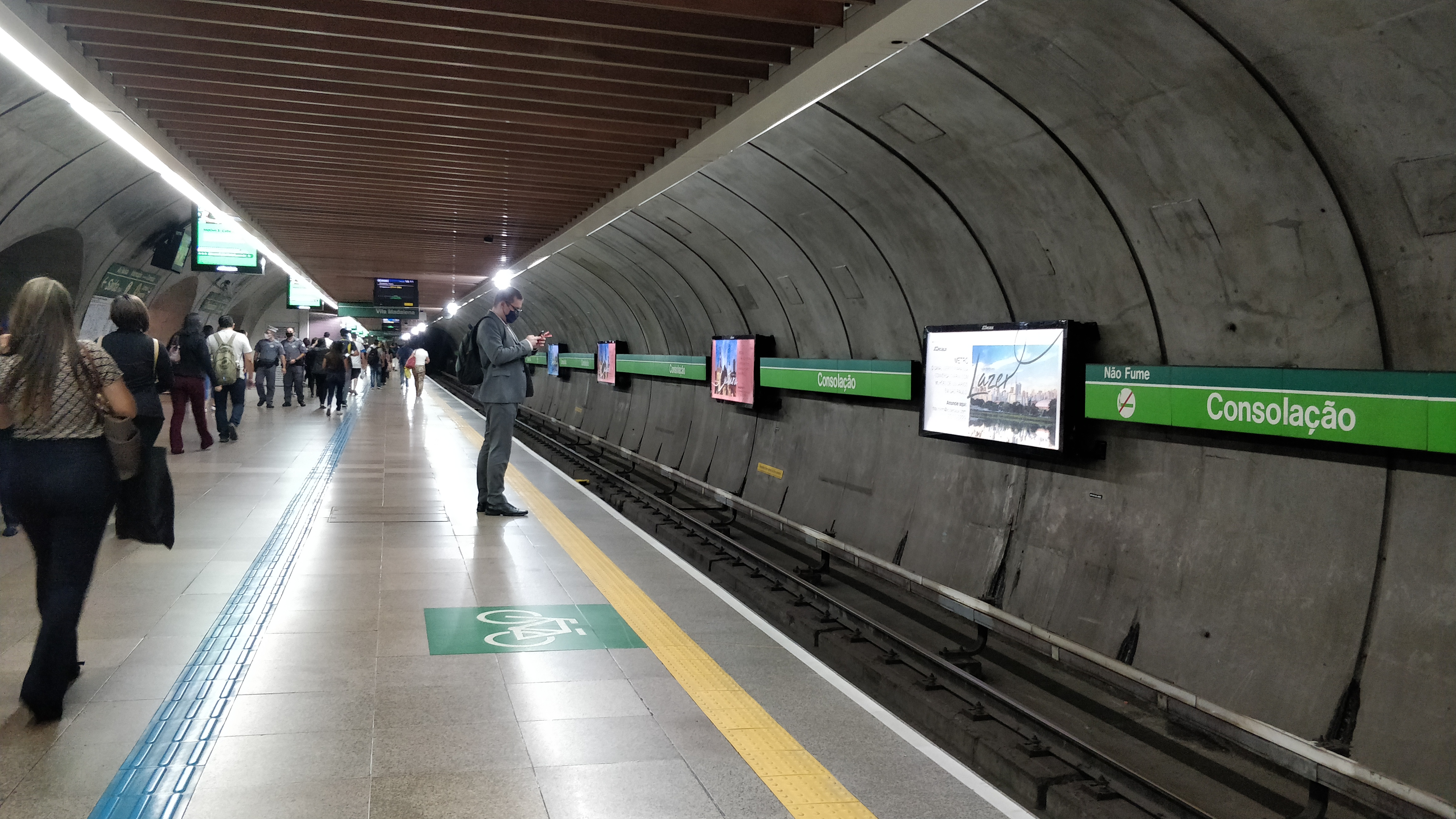
Plataforma da estação, no sentido Vila Madalena

Estação subterrânea com área construída de 10 270 metros quadrados, composta por mezanino de distribuição e plataforma central. Possui acesso para pessoas portadoras de deficiência. A capacidade é de até vinte mil passageiros por dia.

## Obras de arte
- Quatro Estações, Tomie Ohtake, Painel (1991), Mosaico, tésseras de vidro (4 painéis de 2,00 x 15,40 m). Instalada na plataforma da estação (sentido Vila Prudente).[17]

## Tabelas
| Linha   | Terminais                     | Estações | Principais destinos | Duração das viagens (min) | Intervalo entre trens (min) | Funcionamento                                                      |
| ------- | ----------------------------- | -------- | --- | ------------------------- | --------------------------- | ------------------------------------------------------------------ |
| 2 Verde | Vila Madalena ↔ Vila Prudente | 14       | Alto de Pinheiros, Pompéia, Perdizes, Vila Madalena, Clínicas, Bela Vista, Jardins, Paraíso, Vila Mariana, Cursino, Ipiranga, Vila Prudente | 28                        | 3                           | Diariamente, das 4h40 à 0h24; aos sábados, até a 1 hora de domingo |

| Sigla | Estação    | Inauguração           | Capacidade                   | Integração                                                                        | Plataformas | Posição     | Notas                                      |
| ----- | ---------- | --------------------- | ---------------------------- | --------------------------------------------------------------------------------- | ----------- | ----------- | ------------------------------------------ |
| CNS   | Consolação | 25 de janeiro de 1991 | 20 mil passageiros hora/pico | Bilhete Único da SPTrans Linha 4 do Metrô de São Paulo (Desde 25 de maio de 2010) | Central     | Subterrânea | Estação com estrutura de concreto aparente |